# 五丈岩

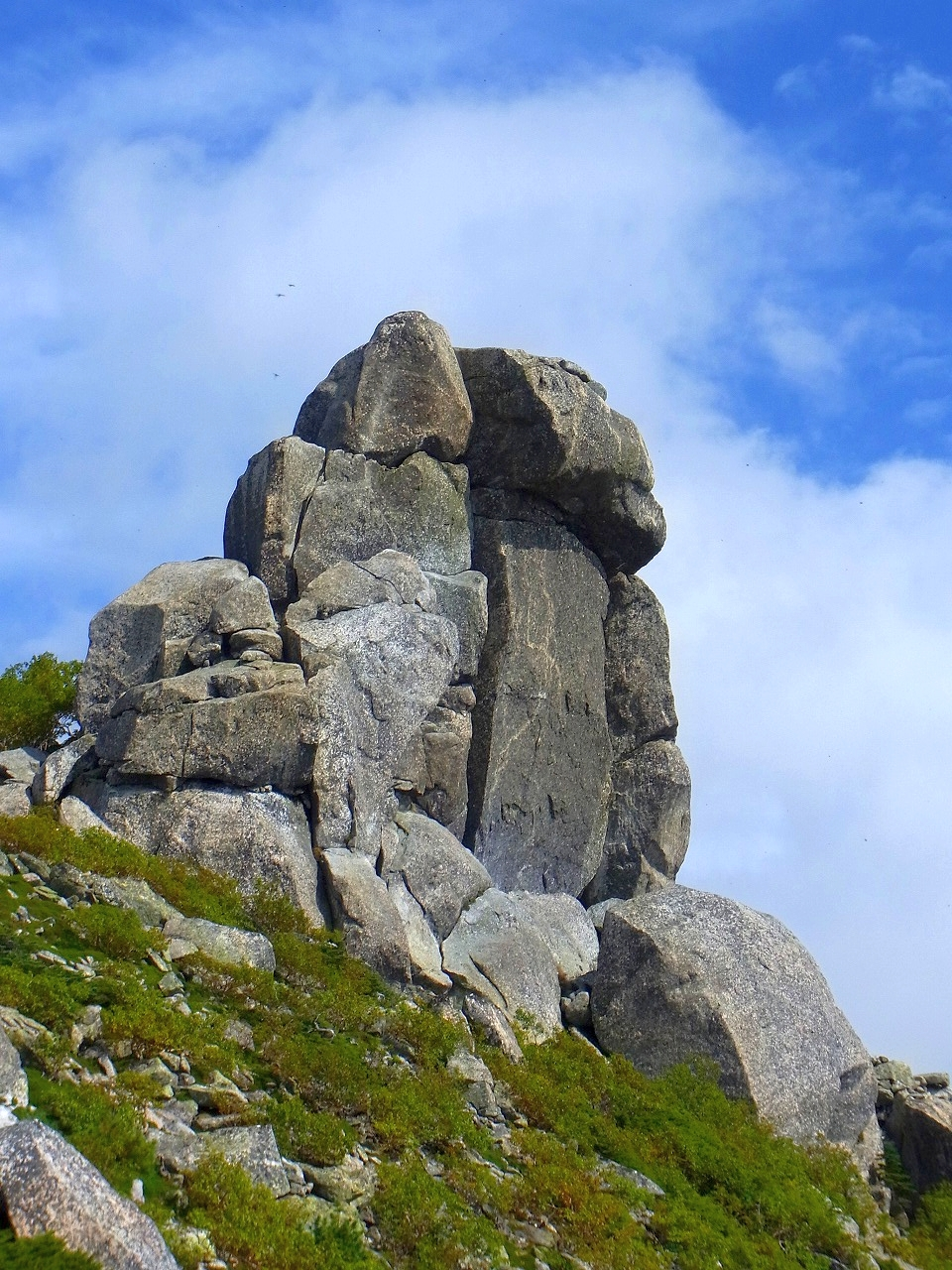
五丈岩（2011年撮影）

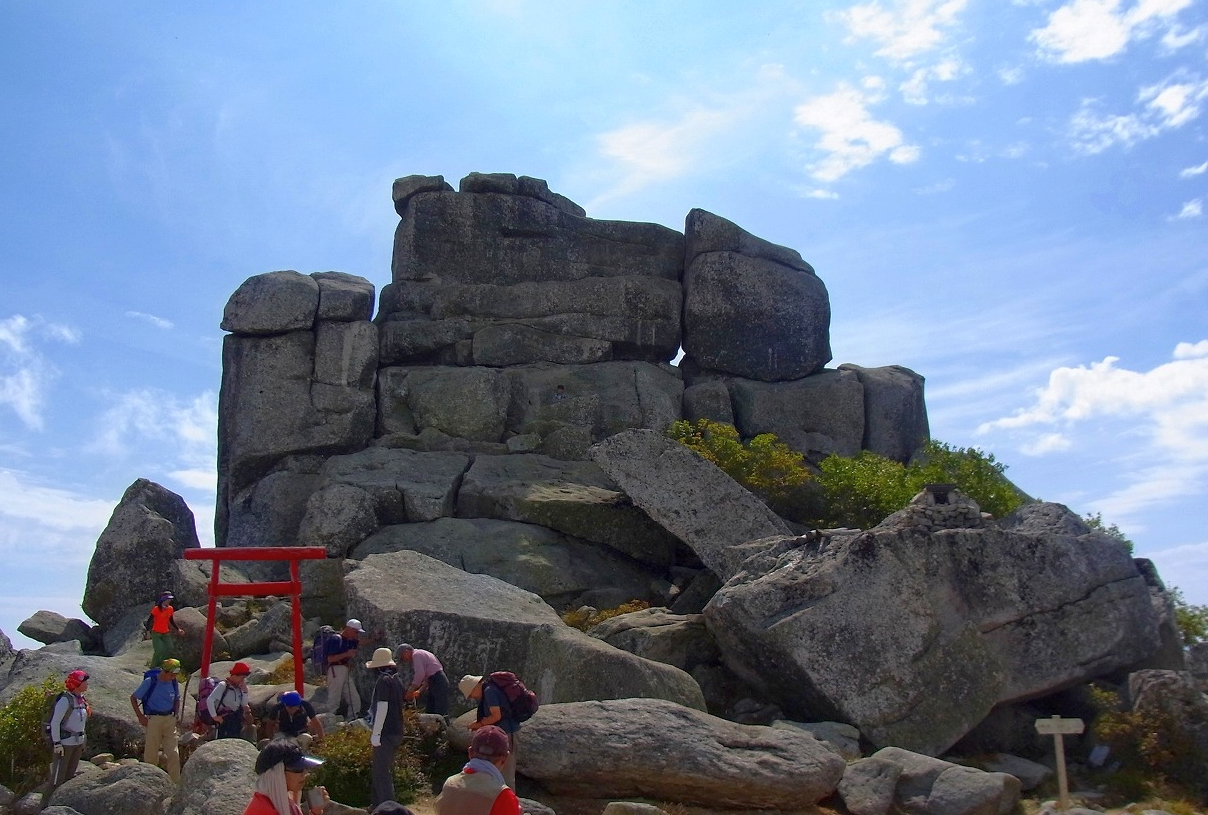
五丈岩（2011年撮影）

座標: 北緯35度52分15.38秒 東経138度37分28.47秒 / 北緯35.8709389度 東経138.6245750度
五丈岩（ごじょういわ）は、金櫻神社の御神体。

## 概要
花崗岩質である複数の1枚岩が積み木のように縦に積まれている、巨大な複合岩塊。金峰山の山頂の展けたところにあり、五丈岩の前には赤い鳥居がある。

## 登る対象としての五丈岩
山頂付近にあることから、この岩塊に登ろうとする登山者は後を絶たない状態であった。
しかし岩自体が山梨県側の金櫻神社の御神体であることから、2021年7月、神社は「岩へ登らない」よう呼び掛ける看板を設置した。

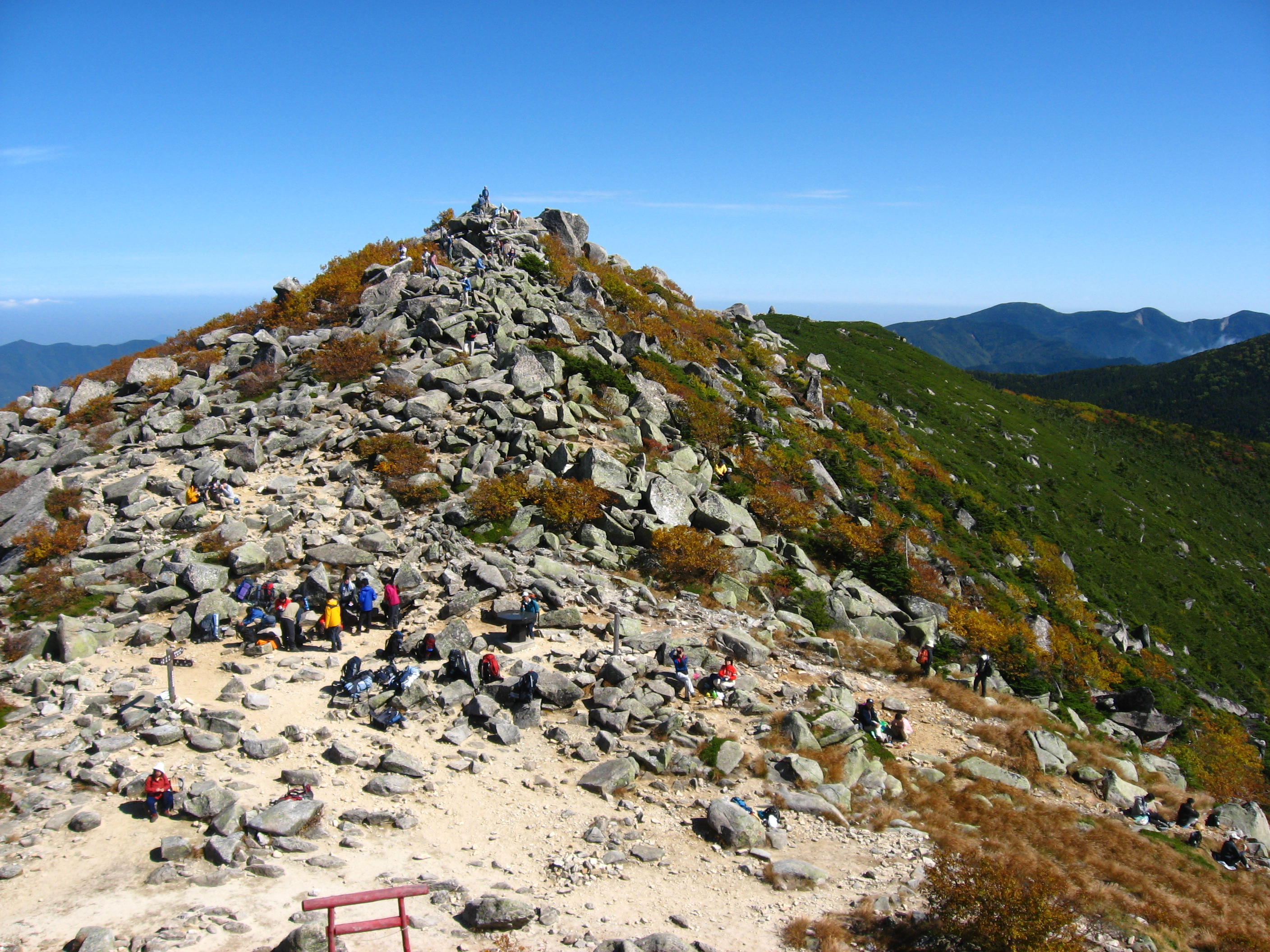
五丈岩に登って
金峰山の山頂を見る